# Buracona

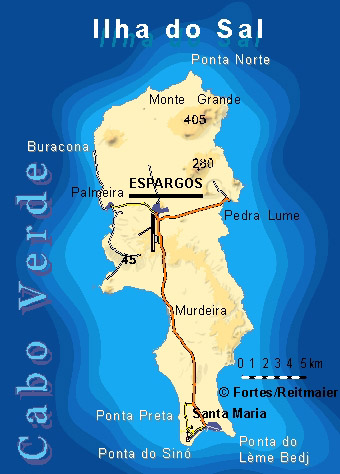
Buracona, es troba al nord-oest de l'illa

Buracona és una petita badia situada al nord-oest de l'illa de Sal a Cap Verd. La badia es troba aproximadament a 5 km al nord de la vila de Palmeira. La badia forma part de l'espai rural protegit de Buracona-Ragona